# 小行星8897
小行星8897（8897 Defelice）是一颗绕太阳运转的小行星，为主小行星带小行星。该小行星于1995年9月22日发现。

## 轨道参数
小行星8897的轨道半长轴为2.3877953 UA，离心率为0.143。